# أبرياني راهايو
أبرياني راهايو (من مواليد 29 أبريل 1998) هي لاعبة ريشة طائرة إندونيسية متخصصة في فئة الزوجي. وقد شاركت مع غريسيا بولي كأبطال أولمبيين في زوجي السيدات بعد فوزهما في دورة الألعاب الأولمبية الصيفية 2020. حصلت على ذهبية دورة ألعاب جنوب شرق آسيا لعام 2019، وحصلت أيضًا على ميداليتين برونزيتين في بطولتي العالم للأعوام 2018 و2019. كما فازت بميداليات برونزية أخرى في زوجي السيدات في دورة الألعاب الآسيوية لعام 2018 بالتعاون مع شريكها السابق بولي.
تعاونت أبرياني راهايو مع الشريكة الحالية سيتي فاديا سيلفا رمضانتي للحصول على ميدالية فضية في بطولة العالم لعام 2023، وميدالية ذهبية في ألعاب جنوب شرق آسيا لعام 2021.

## الحياة المبكرة
ولدت "أبرياني راهايو" في قرية لاولو الصغيرة، وهي مستوطنة نائية تقع في إقليم كوناوي في جنوب شرق سولاويزي بإندونيسيا. وهي أصغر أبناء عامل مزارع يُدعى أماردين بورا وزوجته سيتي جاواهار. عندما كانت طفلة، اعتادت أبرايهي أن تتشاجر مع الأولاد في الحي، لكن والدها شجعها على توجيه طاقتها نحو لعبة تنس الريشة بدلا من ذلك، الأمر الذي وافقت عليه بسعادة. وفقًا لما ذكره السيد بورا نفسه، فقد كان بمثابة مدرب لابنته خلال فترة تدريبها، حيث قام بإعداد برنامج تدريبي لها تضمن الجري مسافة 10 كيلومترات للمشاركة في المنافسات والتدريب على ملعب محلي الصنع خلف منزله مصنوع من الأشجار المحلية. بالرغم من فقره، إلا أن السيد بورا كان شخصًا مستقلًا بذاته. استخدمت أبرايهي مضربًا خشبيًا منزليًا بخيط صيد كوتر للمضرب حتى تمكن والدها أخيرا من بيع كمية كافية من الخضروات لشراء مضرب حقيقي.
ومع ذلك، فإن الفضل الأكبر يعود إلى والدة أبرايهي التي قدمت لها الدعم والتدريبات اللازمة كما يقول بورا نفسه، فقد كانت السيدة جاواهار عاشقة لرياضات كرة الريشة وتنس الطاولة وكرة الطائرة، وشجعت ابنتها أبرايهي لتكون قوية وتنافسية. وفي عام 2007، عندما بلغت أبرايهي سن التاسعة، مثلت مقاطعة كوناوي في مسابقة إقليمية. وفي عام 2011، عندما أصبحت بعمر الثالثة عشرة، تم اكتشافها من قبل المدرب يوسلآن كيسرا والذي قدمها للمدرب إيكوك سيكيغوتشي الذي بدوره ضمها إلى فريقه وهو نادي بي بي بيليتا باكري (الآن آي إس تي سي) ومن ثم فريق بي بي جايا رايا جاكارتا للعب على المستوى الدولي. توفيت السيدة جاواهار في عام 2015 بينما كانت أبرايهي تشارك في بطولة خارجية في بيرو، ولكن أبرايهي استمرت في اللعب بعد سماع هذا الخبر المؤسف وحصلت على ميداليتين ذهبيتين.

## المهنة

### مهنة المبتدئين
مارست "راهايو أبرياني" لعبتها المفضلة في نادي بيليتا باكيري لكرة الريشة، وقد استطاعت بفضل تدريباتها المكثفة تحقيق نجاحات مبهرة في البطولات الوطنية للناشئين، مما أهلها هي وزميلتها "جوترا فايزة سوجيارتو" لاعتلاء قمة التصنيف الوطني لزوجي الفتيات تحت سن 17 عامًا في عام 2013. وفي بداية العام ذاته، تلقت "راهايو" دعوة للانضمام إلى مركز التدريب الوطني، غير أن النادي لم يوافق بعد على هذه الدعوة. وفي عام 2014، نجحت كل من "راهايو" و"سوجيارتو" بالفوز ببطولة جايا رايا الدولية للناشئين في شهر أغسطس. أما في بطولة العالم للناشئين، فقد حصلت "راهايو" على الميدالية الفضية وذلك بمشاركتها مع اللاعبة "روزيتا إيكا بوتري ساري".
فازت "راهايو أبرياني" بالميدالية البرونزية في بطولتي آسيا والعالم للناشئين في لعبة كرة الريشة لفئة الزوجي المختلط، حيث شاركت اللاعب "فاشيرزا أبيماينو" في كلتا البطولتين عام 2015م. وفي نفس العام، تمكنت "راهايو" أيضًا من الفوز بلقب دولي كبير للنساء في زوجي كرة الريشة في سنغافورة بالتعاون مع زميلتها "جوترا فايزا سوجيارتو"، كما حققت المركز الثاني في مسابقة الزوجي المختلط ضمن سلسلة بطولات إندونيسيا الدولية لكرة الريشة مع اللاعب "بانجي أكبر سودارجات".
وفي عام 2016م، عندما كانت "راهايو" تلعب مع شريكها "رينوف ريالدي" في فئة الزوجي المختلط، تمكنا من الحصول على الميدالية البرونزية في بطولة آسيا والمحيط الهادئ للناشئين. ثم حققا لقب بطولة جايا رايا الدولية للناشئين ضمن منافسات جولة (جراند بريكس) للصغار. وعلى صعيد سلسلة بطولات إندونيسيا الدولية لكرة الريشة التي أقيمت في مدينة سورابايا، فقد حصدت "راهايو" اللقبين معا؛ الأول في مسابقة الزوجي المختلط والثاني في مسابقة زوجي السيدات.

### 2017: لقب بطولة فرنسا المفتوحة وبطولة تايلاند المفتوحة
في مايو، تشاركت "راهايو أبرياني" اللعب مع مرشدتها وزميلتها الكبيرة "غريسيا بولي"، وخاضا سويًا أول منافسة لهما كثنائي جديد في كأس سديرمان الذي أقيم في جولد كوست بأستراليا. وبالرغم من أنهما تشاركا اللعب لمدة لا تتجاوز الشهر الواحد فقط، فقد استطاعا تحقيق أولى ألقابهما معا في بطولة تايلاند المفتوحة للتنس، بعدما تغلبا على الثنائي المضيف تشاينت شالادتشام وفاتايمان موونونغ في المباراة النهائية بنتيجة 21-12، 21-12. كما حصدا لقب سوبرسيريس في بطولة فرنسا المفتوحة خلال الأشهر الخمسة الأولى لتعاونهما المشترك. ومن بين الإنجازات الأخرى للثنائي "بوليي وراهايو" لعام 2017 حلولهما كوصيفين في هونغ كونغ، ووصولهما إلى الدور نصف النهائي في نيوزيلندا، والدور ربع النهائي في بطولة كوريا المفتوحة. وساهمت "راهايو" كذلك في فوز فريق تنس الريشة الإندونيسي للسيدات بالميدالية البرونزية في دورة ألعاب جنوب شرق آسيا التي أقيمت في كوالالمبور، بينما خسر الثنائي المنافسة في الجولة الأولى من فردي السيدات أمام الفائزات بالبطولة لاحقًا جونغكولفان كيتيساكولاوات وبارايو براجينجاوا ممثلتي تايلاند. وصل تصنيف الثنائي المكون من "بوليي وراهايو" والذي تشكل في مايو لأعلى مرتبة له وهي المرتبة العاشرة عالميا في نوفمبر حسب ترتيب الاتحاد الدولي لكرة الريشة.

### 2018: بطولة الهند المفتوحة واللقب الثالث في بطولة تايلاند المفتوحة
بدأ الثنائي راهايو وبوليي الموسم في يناير بالوصول إلى المركز الثاني في بطولة إندونيسيا للماسترز، بعد خسارتهما في المباراة النهائية أمام الثنائي المؤلف من ميساكي ماتسوتومو وأياكا تاكاهاشي اللذي احتل المركز الثاني أيضًا. وبعد شهر واحد، لعب الثنائي باعتباره المصنف الثالث في بطولة الهند المفتوحة وحصل على اللقب بعد التغلب على كريستينا بيدرسن وكاميلا ريتر جول في الدور نصف النهائي، والمصنفتين الثانيتين جونغكولفان كيتثاراكول ورويندا براجونغجاي في النهائي. شاركت راهايو ضمن الفريق الإندونيسي النسائي الذي حصل على الميدالية البرونزية في بطولة آسيا للفرق المقامة في ألور ستار، كما وصلا إلى دور الربع نهائي في كأس أوبر في بانكوك. وفي يوليو، خسرت راهايو وشريكها في الدور ربع النهائي من بطولة إندونيسيا المفتوحة للزوجي المختلط لصالح يوكي فوكوشيما وساياكا هيروتا من اليابان، ولكن بعد أسبوع واحد استطاعت الفوز بثاني ألقابها في بطولة تايلاند المفتوحة، حيث نجحت هي وبولي في الدفاع عن اللقب الذي سبق وفازا به العام الماضي عندما كانت البطولة تحمل اسم جراند بريكس. وفي أغسطس، حصد الثنائي راهايو وبوليي على الميدالية البرونزية في بطولة العالم للريشة الطائرة التي أقيمت في نانجينغ بالصين، بالإضافة لميداليتين أخريين من نفس الصنف في زوجي السيدات الفرق للسيدات في دورة الألعاب الآسيوية التي أقيمت في جاكارتا. في الفترة المتبقية من موسم عام 2018، لم يتجاوز رصيد إنجازاتهما الوصول إلى المربع الذهبي في اليابان والصين والدنمارك وفرنسا وهونغ كونغ، وإلى الدور الربع النهائي في بطولة فوجو الصينية المفتوحة. واستطاع هذا الثنائي الوصول إلى أعلى مركز له في التصنيف العالمي للاتحاد الدولي للريشة الطائرة وهو الثالث وذلك في سبتمبر.

### 2019: اللقب الثاني في بطولة الهند المفتوحة، وأول ذهبية في ألعاب جنوب شرق آسيا
افتتح الثنائي راهايو وبولي موسم 2019 بالمشاركة في نهائيات ماليزيا ماسترز كلاعبين مصنفين كوصيفين. وقد تمكنوا خلال تلك المشاركة من تحقيق فوز صعب ضد خصومهم اليابانيين المتألقين ميساكي ماتسوتومو وأياكا تاكاهاشي بنتيجة 2-8، ليحسنوا بذلك سجل مواجهاتهم ضدهم. وبعد ذلك بأسبوع واحد فقط، خسر ثنائي راهايو وبولي مجددًا أمام ماتسوتومو وتاكاهاشي في نهائيات إندونيسيا ماسترز. وكان راهايو وبولي قد تقدما بفارق وصل إلى 18-10 في الجولة الأولى من المنافسة، إلا أنهما خسراها بنتيجة 22-20 قبل أن يخسروا المنافسة في نهاية المطاف. وفي مارس، خرج ثنائي راهايو وبولي من منافسات ربع النهائي لكل من بطولتي ألمانيا وعموم إنجلترا المفتوحتين. ومع ذلك، فقد استطاع ثنائي راهايو وبولي العودة بقوة وتحقيق ثاني ألقابهما في بطولة الهند المفتوحة بعد تغلبهما على الثنائي الصيني تشو مي جوان ولي مينغ يون في نهائيات تلك المسابقة. وفي مايو نجحت راهايو رفقة المنتخب الإندونيسي المشارك في كأس سوديرمان في مدينة نانيينغ الصينية في بلوغ المراحل نصف النهائية للبطولة، لكنهم اكتفوا بالمركز الثالث لحصد الميدالية البرونزية.
في يونيو، تمكن ثنائي راهايو وبولي من الوصول إلى الدور نصف النهائي لبطولة أستراليا المفتوحة بعد نجاحهما في تخطي عقبة الثنائي الياباني المصنف الأول عالميًا والمتوج بلقب البطولة سابقًا "ماي يو ماتسوماتو" و"واكانا ناجاتسورا" في مباريات الدور ربع النهائي، لكن الحظ لم يحالفهما هذه المرة حيث هزمهما الثنائي الصيني المميز تشين تشينج تشن وييا يفيان، والتي كانت الهزيمة الخامسة بينهما ضمن مجموع سبع مواجهات. وخلال بطولة العالم لكرة الريشة 2019 المقامة في بازل بسويسرا، نجحت وشريكتها في الحصول على المركز الثالث والميدالية البرونزية إثر خسارتهما في الدور نصف النهائي أمام نفس الفريق المكون من ماتسوماتو وناجاتسورا اللذين تمكنا في النهاية من اعتلاء منصة التتويج كبطلات للعالم. وبعد انتهاء البطولات العالمية، قام مدربها "إنج هيان" بتقييم أداء ثنائي راهايو وبولي مشيرا إلى تراجع مستواهما عما سبق تحقيقه من إنجازات.
وبنهاية الموسم التنافسي لعام 2019، كان أفضل إنجاز لثنائي راهايو وبولي هو وصولهما إلى الدور نصف النهائي لبطولة الصين تايبيه المفتوحة، غير أنهم غالبًا ما كانوا يتعرضون للإقصاء المبكر في المنافسات التي يشاركون بها. وأخيرا، تمكنت راهايو من إحراز أول ميدالية ذهبية لها في رياضة تنس الريشة وذلك أثناء مشاركتها في دورة ألعاب جنوب شرق آسيا. استطاع ثنائي راهايو وبولي هزيمة ثنائي تايلاند المؤلف من "تشاليانيت شالادشام" و"فاتايماس موونفونغ" بواقع مجموعتين دون رد؛ ففي المجموعة الأولى سجلت النقاط لصالحها وزميلتها بولي بواقع 21-3، بينما فازت المجموعة الثانية 21-18.

### 2020

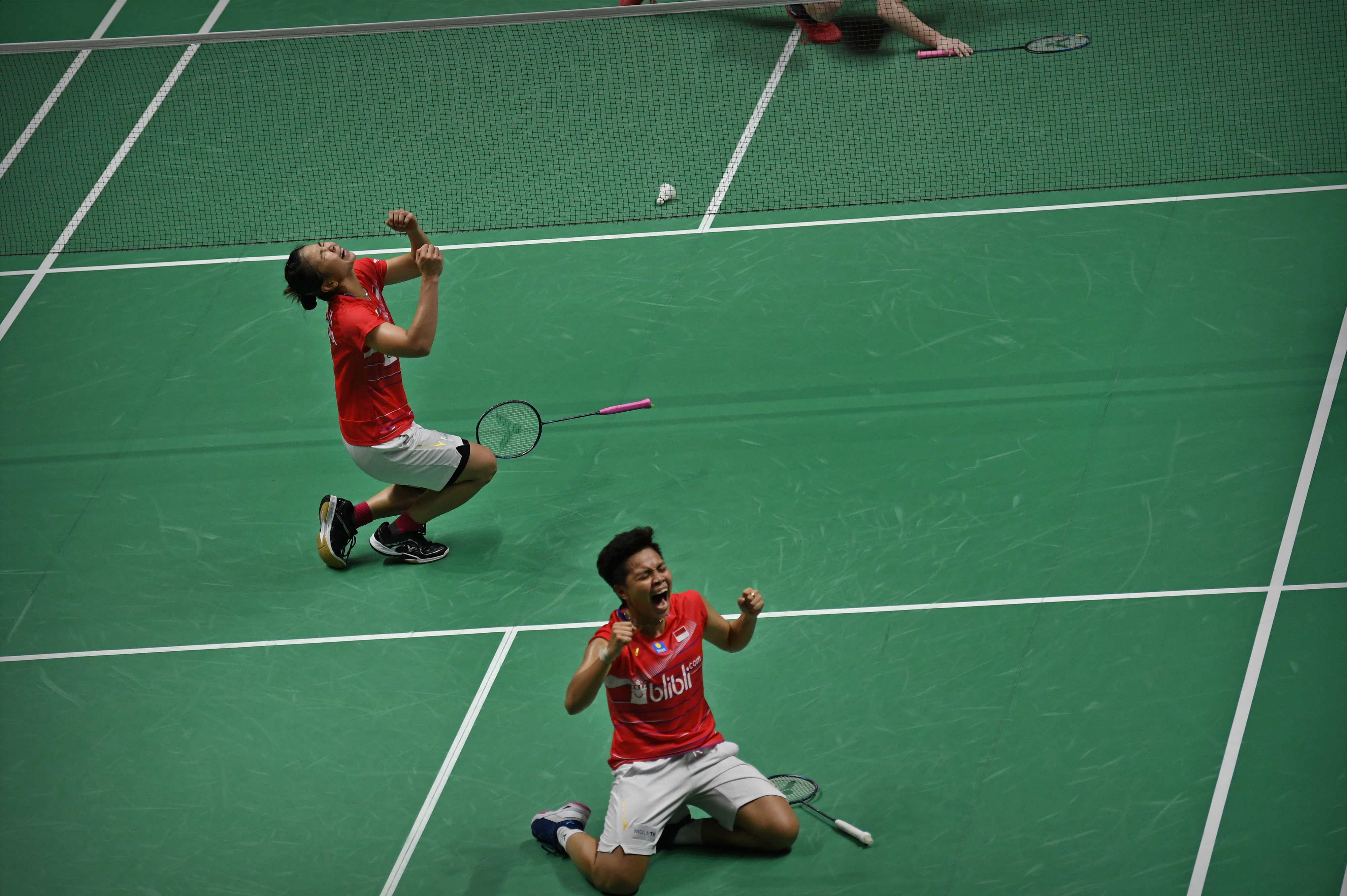
بولي وأبرياني راهايو يحتفلان بعد فوزهما ببطولة إندونيسيا ماسترز لعام 2020

بدأ ثنائي راهايو وبولي عام 2020 وهما يحتلان المرتبة الثامنة بين لاعبات تنس الريشة حول العالم، وقد شاركا في بطولة ماليزيا ماسترز ووصلا فيها إلى الدور نصف النهائي قبل أن يخسرا المنافسة ضد الثنائي الصيني لي وينمي وتشنغ يو في مباراة حاسمة. وفي الأسبوع التالي مباشرة، نجحت راهايو في تحقيق لقبها الدولي الأول على الإطلاق عندما تغلبت مع زميلتها بولي على ثنائي الدنمارك ميكاين فرويرغارد وسارا ثايغزبن في منافسات بطولة إندونيسيا ماسترز. وفي شهر فبراير، أحرزت راهايو ثاني ألقابها لهذا العام بفوزها ببطولة إسبانيا ماسترز المقامة في برشلونة. وكان ذلك اللقب قد تحقق بعد فوز ثنائي راهايو وبولي على الثنائي البلغاري غابرييلا ستويفا وستيفاني ستوييفا في المباراة النهائية بنتيجة مجموعة مقابل لا شيء. أما في مارس فقد تعرض ثنائي راهايو وبولي للهزيمة في المرحلة الأولى لمنافسات فردي السيدات خلال بطولة عموم إنجلترا المفتوحة، وكانت تلك الخسارة أمام ثنائي كوريا الجنوبية تشانغ يي-نا وكيم هاي-رين في مباريات متتالية. وبسبب تفشي جائحة كوفيد-19، تم إلغاء أو إعادة جدولة العديد من البطولات المدرجة ضمن جدول فعاليات موسم 2020 الخاص بلعبة كرة الريشة تحت إشراف الاتحاد العالمي لكرة الريشة.

### 2021-2022: الميدالية الذهبية للألعاب الأولمبية وشريك جديد
عادت راهايو للظهور في المنافسات الدولية في بطولة الساق الآسيوية لعام 2020 في يناير 2021. وبالشراكة مع بولي تمكنت من الفوز بأول بطولة سوبر 1000 لها على الإطلاق وهي بطولة يونيكس تايلاند المفتوحة. وبعد أسبوع واحد فقط وصل الثنائي إلى الدور نصف النهائي لبطولة تويوتا تايلاند المفتوحة لكنه خسر في مباراتين لصالح ثنائي "لي سو هي" و"شين سونغ تشان" من كوريا الجنوبية. ثم لعب الثنائي في نهائيات جولة العالم لكنه خرج من مرحلة المجموعات. في شهر مارس من عام 2021 كان من المقرر أن تشارك راهايو في بطولة عموم إنجلترا المفتوحة، ولكن اضطر المنتخب الإندونيسي للانسحاب من المنافسة بسبب قرار الاتحاد الدولي لكرة الريشة بعد أن قرر أعضاء الفريق عزل أنفسهم لمدة عشرة أيام بدءًا من تاريخ وصولهم إلى البلاد إثر اكتشاف حالة إصابة بفيروس كورونا المستجد بين المسافرين الذين كانوا على متن نفس الرحلة الجوية.
في الثاني من أغسطس لعام 2021، خلال دورة الألعاب الأولمبية طوكيو 2020، شاركت في مسابقة الزوجي النسائي مع اللاعبة الإندونيسية جريسيا بولي. وفي المباراة النهائية تغلبتا على الثنائي الصيني المكون من تشينينغتشن وجيا ييفاني الحاصلتين على لقب بطولة العالم عام 2017. وبهذا الفوز أصبحتا أول زوجي غير مصنف يحقق ذهبية هذه المسابقة لصالح إندونيسيا، وأصبحن ثالث ورابع امرأة إندونيسية تفوز بالميدالية الذهبية الأولمبية بعد سوسي سوسانتي في عام 1992 وليليانا ناتسير في عام 2016. كما أن هذا الفوز جعل إندونيسيا الدولة الوحيدة خارج الصين التي فازت بجميع الميداليات الذهبية الخمس في الريشة الطائرة في الألعاب الأولمبية الصيفية. وبعد تحقيق هذا النجاح الرياضي اللافت، تم تسمية مركز التدريب الوطني للرياضة الطلابية في العاصمة الإندونيسية جاكارتا باسميهما تخليدا لإنجازهما الكبير.
في سبتمبر وأكتوبر من عام 2021، شاركت راهايو مع الفريق الإندونيسي في كأس سوديرمان 2021 التي أقيمت في فانتا، فنلندا. ولعبت مباراتين خلال مرحلة المجموعات أمام كندا والدنمارك. وتأهلت إندونيسيا إلى المرحلة الإقصائية لكنها خسرت في الدور ربع النهائي ضد ماليزيا. وفي نوفمبر 2021 خسر ثنائي راهايو وبولي المباراة النهائية لبطولة إندونيسيا المفتوحة 2021. في مايو 2022 وخلال دورة ألعاب جنوب شرق آسيا 2021، بدأت رحلتهم المشتركة الجديدة بين راهايوي وسيتي فاديا سيلفا رمضانتي. حيث فاز الثنائي بالميدالية الذهبية في زوجي السيدا بعد تغلبهما على الثنائي التايلاندي المكون من بنيمابا أيمسارد ونونثاكارن أيمسارد في المباراة النهائية. وقد أظهر هذا الثنائي نتائج مرضية مباشرةً، حيث فازا ببطولة ماليزيا وسنغافورة المفتوحة وأصبحا وصيفَين في بطولة إندونيسيا ماسترز.

### 2023: الميدالية الفضية لأبطال العالم وأول زوجي إندونيسي للسيدات على الإطلاق يفوز ببطولة هونج كونج المفتوحة
خلال النصف الأول من موسم 2023، لم تتمكن رهياوي، والتي تنافست ضمن جولات الاتحاد الدولي لكرة الريشة برفقة سيتي فاديا سيلفا رمضانتي، من الفوز بأي لقب. وكانت أفضل إنجازاتهم هي الوصول إلى الدور نصف النهائي في بطولة ماليزيا المفتوحة في يناير وبطولة سويسرا المفتوحة في مارس. إلا أنهما اضطرّا للانسحاب من كلتا البطولتين بسبب الإصابة. حيث تعرضت رمضانتي لإصابة في الكاحل الأيمن في ماليزيا. ثم تعرضت راهايو لإصابة في كتفها الأيمن في سويسرا،  وعلاوة على ذلك، وصل الثنائي إلى دور الثمانية في بطولات إندونيسيا ماسترز، وعموم إنجلترا المفتوحة، وماليزيا ماسترز، وإندونيسيا المفتوحة. وكان أداؤهم الأسوأ عندما خسروا في الأدوار الأولى من بطولة آسيا للتحدي في دبي، وذلك بعدما تلقوا الهزيمة أمام الثنائي التايلاندي المكون من بنيمابا أيمسارد ونونثاكارن أيمسارد،  وفي بطولتي تايلاند وسنغافورة المفتوحتين لصالح الثنائي رين آيواناغا وكيه ناكايشني. كما انضمّت رهياوي إلى فريق بلادها الوطني للمشاركة في بطولتي آسيا المختلطة للفرق وكأس سوديرمان، لكن الفريقين خسرا في الدور ربع النهائي أمام كوريا الجنوبية والصين على التوالي. وبعد هذه السلسلة من النتائج، ارتقى تصنيف الثنائي ليصل إلى المرتبة الرابعة في التصنيف العالمي للاتحاد الدولي لكرة الريشة الذي صدر يوم 18 أبريل 2023.
في أغسطس، وصل الثنائي للمباراة النهائية في بطولة العالم لكرة الريشة في كوبنهاغن. وفاز الثنائي بميدالية فضية بعد أن تعرض للهزيمة من قبل الزوجين الصينيين تشينغتشينغ تشن وجيا ييفاني. ثم حققا أول لقب لهما لهذا العام في بطولة هونغ كونغ المفتوحة، وسجلا التاريخ كأول ثنائي تنس ريشة نسائي إندونيسي يفوز بلقب بطولة هونغ كونغ المفتوحة منذ انطلاقها في عام 1982. ثم ظهرت للمرة الثانية في دورة الألعاب الآسيوية لعام 2022 في هانغتشو، ولكنها لم تفز بأي ميدالية سواء في منافسات زوجي السيدات أو الفرق. وتعرضت لإصابة في كاحلها الأيمن أثناء مشاركتها في المنافسة الفردية، وقررت الانسحاب من المسابقة.